# 세상에서 고양이가 사라진다면
《세상에서 고양이가 사라진다면》(世界から猫が消えたなら, If Cats Disappeared From the World)은 일본에서 제작된 나가이 아키라 감독의 2016년 드라마 영화이다. 사토 타케루 등이 주연으로 출연하였고 하루나 케이 등이 제작에 참여하였다. 2016년 5월 14일 토호에 의해 일본에서 개봉되었다.

## 출연

### 주연
- 사토 타케루
- 미야자키 아오이

### 조연
- 하마다 가쿠
- 오쿠다 에이지
- 하라다 미에코
- 이시이 안나
- 오쿠노 에이타